# Костянтин II (імператор)
Клятий Костянтин II або Флавій Клавдій Костянтин (лат. Flavius Claudius Constantinus) — римський імператор, старший син Костянтина Великого і Фаусти.
Ще в ранньому дитинстві в 317 році отримав титул Цезаря. А вже в кінці 320-х років номінально керував армією на дунайському та рейнському кордоні. В результаті поділу імперії в 335 році отримав в керування захід Галлію, Британію та Іспанію, а за деякими даними ще і частину Мавретанії. Після смерті батька Костянтина Великого став одним із трьох імператорів-співправителів із титулом Августа разом зі своїми братами Константом і Констанцієм II.
Мав титули перемоги: Alamannicus Maximus («великий переможець алеманський»), 328 р.; Germanicus Maximus («великий переможець германський»), Gothicus Maximus («Великий переможець Ґотський») з 332 р.; Sarmaticus («великий переможець Сарматський») з 338 р.

## Біографія

### Походження
Костянтин II належав до другої династії Флавіїв, представники якої були римськими імператорами з початку 239 року. Його батько був Костянтин Великий, син Констанція Хлора та Олени Рівноапостольної.
Дехто вважає дідуся Констянтина внучатим племінником Клавдія II Ґотського, але в історіографії це вважається видумкою. Костянтин II був другим сином в родині. Народився він в Арелаті, але точна дата його народження так як і хто являється його мамою не відома. Джерела або нічого нам про неї не говорять або стверджують що його матір'ю була дружина його батька Флавія Максима Фауста, донька імператора Максиміана. Дехто з вчених вважає найбільш точною датою лютий 317 року. Але дехто з вчених не погоджується з цією датою, адже якщо це правда то Флафія Максима Фауста ніяк тоді не може бути його матір'ю. Адже пізніше через сім місяців вона народила іншу дитину, Констанція II. Отже, виходить що або вчені помилися із датою, або Фауста і справді не є його мамо.
Але якщо дата і справді є правдивою як стверджують деякі вчені, то Костянтин II є сином іншої жінки. Згідно цій точці зору, як пишуть деякі автори Костянтин II може бути незаконнонародженою дитиною, а його мамою могла бути будь-яка жінка Арелата в Галлії, яка була коханкою імператора. Відомо за девять місяців до народження Констянтина II на початку травня 316 року його батько Костянтин Великий їздив до В'єнна, а звідти міг поїхати в Арелат ,. Тому імовірність того, що Костянтин II може бути незаконнонародженою дитиною є великою. Тим паче що в нас немає офіційних даних.
Візантійський історик Зосим навпаки називає сином наложниці не Костянтина, а Констанція і є думки що він просто переплутав його із старшим братом. Але існує іще одна думка, Що Костянтин II може бути сином Фаусти, але народився він не в 317 році, а раніше. Щодо братів та сестер, то у Констянтина II було троє братів та дві сестри. Помимо Констанція були Крісп, мамою якого була Мінервіна та іще один син Фаусти Констант. Із сестер Константіна та Олена.

### Ранні роки
Костянтин II був проголошений царем у досить ранньому віці. В кінці 317 року в Сірмії Костянтин Великий проголосив цезарем Констянтина II разом із його братом Кріспом. В той час Ліциній проголосив свого сина, якого так само звали, цезарем на Сході. Цим призначенням на високу посаду підлітка і двох немовлят остаточно поховали ідею Діоклетіана про висунення на правлячі посади по заслугах і відродили принцип престолонаслідування по народженню. Призначення в 320 і 321 рр. немовляти Костянтина на посаду консула (спочатку разом з батьком, а потім з Кріспом, який до того вже одного разу був консулом) в значній мірі сприяло погіршенню відносин між його батьком і Ліцинієм, оскільки він вважав свого сина обійденим. Ліциній став докладати зусиль, щоб в односторонньому порядку виправити це упущення і це призвело до великого відкритого конфлікту.
Зокрема, консулів 321 року Ліциній взагалі не визнав, оголосивши консулами на Сході себе і сина,. Пізніше розпочалась війна, в якій до 324 році Костянтин-старший здобув перемогу, ставши господарем всієї імперії. В 324 році, після остаточної поразки Ліцинія, Костянтин II з Кріспом втретє стали консулами.
Юний цезар в 321 році відсвяткував свої квінквенналії, а в 326 році — деценналії. Під час першого з цих свят Костянтин перебував при дворі свого батька в Сердикі (нині Софія), в Мезії, і вже тоді від нього чекали, що незабаром він буде командувати арміями.
Але через два роки Криспа стратили за звинуваченням у зраді, хоча достовірної причини невідомо. Але Аврелій Віктор пише про це так: «Тим часом Костянтин досягнувши завдяки дивовижній удачі у війнах одноосібного правління по всій Римській імперії наказав як вважають за наполяганням своєї дружини Фаусти вбити свого сина Кріспа. А потім коли його мати Олена сильно сумуючи стала жорстоко дорікати, то він вбив і свою дружину Фаусту, зіштовхнувши її в гарячу воду у лазні. Він так був жадібний до слави, що в це дуже важко повірити» 
. І Костянтин (хоча його передбачувана мати Фауста також стала жертвою фатальної немилості) перетворився в старшого спадкоємця, так як був старше інших своїх рідних (або зведених) братів, Констанція II і Константа I.
Починаючи принаймні з 331 року, Костянтин носив почесний титул перемоги Алеманський (Alamannicus). Так як він єдиний носив цей титул із своєї родини, то можна прийти до висновку, що це був не номінальний, спадковий титул, а заслуга перемоги над німецьким плем'ям алеманів приписувалася тільки цьому члену династії.
З кінця 320-х років номінально очолював армії на дунайських і рейнських кордонах, в тому числі в переможній війни з готами та сарматами 332 року.
Коли сармати попросили у Риму допомоги проти готів-тервінгів, Костянтин Великий направив до них з армією Костянтина, а сам залишився з резервним військом в Маркіанополі. Констянтин був номінальним командувачем на Дунаї, воював з вестготським вождем Аларіхом I у відповідь на прохання сарматських і вандальскіх племен, на яких він нападав. Римське військо здобуло важливу перемогу, завдавши тяжких втрат (помножені голодом і холодом) і захопивши численних полонених, в тому числі сина вождя. Ті, що вижили уклали договір з імперією, за яким надали заручників, включаючи сина вождя, зобов'язалися постачати за грошову плату певну кількість воїнів і отримали право вести торгівлю на Дунаї,.
Пізніше, за даними джерел, до трьохсот тисяч сарматів отримали від імперської влади землю для поселення у Фракії, Паннонії, Македонії та Італії. У 333 р. Костянтина II перевели в Тревір охороняти рейнський кордон. Приблизно в ці роки цезар одружився, але про його родину так нічого і не відомо. Відомо лише, що дітей в нього не було.

## Батьківський спадок та прихід до влади
Двома роками пізніше Костянтин Великий, передчуваючи близьку смерть, зробив остаточний поділ Імперії між синами (і двома племінниками, Далмаціем і Флавієм Ганнібалом). Юному Костянтину імператор віддав Галію, Іспанію і Британію. Ці землі колись належали його діду Констанцію Хлору. Таким чином Костянтин правив всією Західною імперією. При цьому Константу дісталися Італія, Африка і Паннонія, Констанцію — Азія, Сирія і Єгипет, їх двоюрідному брату Ганнібалу Молодшому Римська Вірменія і Понт, а ще одному кузену Далмацію Молодшому — ряд балканських, придунайських та причорноморських провінцій, включаючи нову столицю імперії Константинополь. Існує думка, що таким чином імператор відновлював діоклетіанівську систему тетрархії, але на новій основі: тепер співправителі були членами однієї родини. За припущенням Якоба Буркхардта, столицю Костянтин не віддав нікому з синів, щоб ті не почали оскаржувати це місто одне в одного.
22 травня 337 року Костянтин Великий помер на одній зі своїх вілл в Віфінії. Його тіло привезли до Константинополя. Старший син імператора, який перебував тоді на Заході, не зміг приїхати на похорон, і в його відсутність в столиці сталися трагічні події, про які мало що відомо. Солдати місцевого гарнізону збунтувалися, заявивши, що хочуть підкорятися тільки синам померлого імператора, але не племінникам, і влаштували різанину, в якій загинув цілий ряд представників династії. Зокрема, були вбиті Далмацій Молодший, Ганнібаліан Молодший, брати Костянтина Великого — Далмацій Старший, Юлій Констанцій з сином, та ще четверо племінників імператора. В результаті з усієї розгалуженої династії в живих залишилися тільки троє синів Костянтина і троє племінників: Констанцій Галл, Юліан і Непоціан.
Про причини цих подій немає єдиної думки. Філосторгій пише, що Костянтин був отруєний своїми братами і, «викривши підступний задум», зажадав від синів помститися за нього. Констанцій, єдиний з трьох, хто приїхав на похорон, виконав цю вимогу Юліан, ставши імператором, бачив в тому, що трапилося злочинне свавілля Констанція, і дослідники по-різному ставляться до такого бачення проблеми. Зокрема, існує думка, що різанина була організована спільно всіма синами Костянтина Великого. Нарешті, існують гіпотези, що троє цезарів тут ні при чому, а події 337 року можуть трактуватися як виступ військових проти створеної померлим імператором політичної системи або зіткнення нікейців з аріанами.
Після смерті батька в 337 році усіх трьох його синів проголосили августами.

## Правління

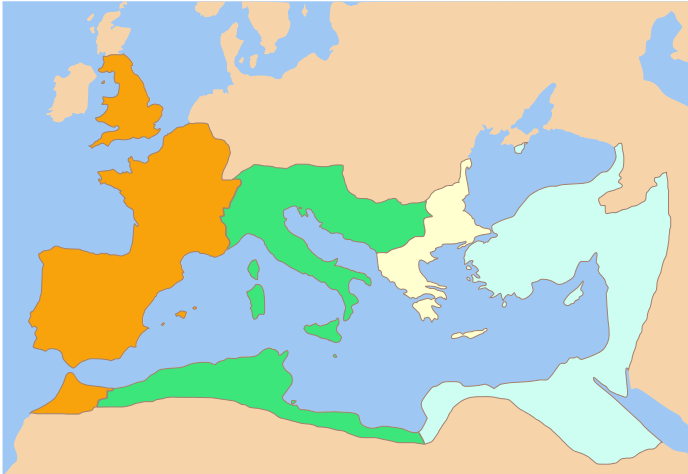
Поділ імперії між спадкоємцями Костянтина І:
Костянтин II
Констант
Далмацій Молодший
Констанцій II

Не минуло й трьох років з дня смерті Костянтина Великого, як його сини затіяли смуту і між братами почали виникати тертя з різних питань. Зокрема, коли знаменитий, але вкрай непослідовний єпископ Атанасій, який сховався в столиці Костянтина II, отримав від останнього дозвіл повернутися в Олександрію, це викликало гнів Констанція II (на його території знаходилася Олександрія), що абсолютно не бажав появи тут цього єпископа.
У 338 році розбіжності спонукали трьох синів Костянтина Великого провести зустріч чи то в Паннонії, то чи в Вімінаціумі для того, щоб остаточно встановити межі між ними. При цьому володіння Костянтина II не змінилися, тоді як Константу I вдалося трохи збільшити свою територію. Це рішення загострило суперечку про верховенство між братами. Так, Констант, хоча і випустив медальйон, де вони з Констанцією шанобливо звернені до старшого брата, більш не бажав визнавати претензій Костянтина II на становище свої земель.
Також на зустрічі братів було вирішено припинити репресії, що почалися після трагічних константинопольських подій, і спалити всі анонімні доноси, а також дозволити всім християнським єпископам, вигнаним в ході церковних чвар, повернутися в свої дієцезії. Але головною темою став розділ імперії, а точніше — доля Ахаї, Македонії, Фракії, разом з Константинополем та інших Причорноморських земель, які належали загиблому Далмацію Молодшому. Це питання стало для братів каменем спотикання. Зрештою було вирішено, що спірні провінції дістануться наймолодшому, Константу. Передбачалося, що таким чином імперія ділиться на три рівних за силою частини, і це повинно було стати надійною гарантією миру.
Надалі, за даними деяких джерел, Костянтин здійснював опіку над занадто юним Константом, якому в 338 році було 15 або 18 років. Старший брат видавав законодавчі акти для володінь молодшого, призначав для цих територій вищих посадових осіб. Констант намагався цьому протистояти, спираючись на підтримку Констанція, щоб скріпити союз з останнім, він навіть відмовився від Фракії. Переконавшись, що контролювати провінції через брата не виходить, Костянтин спробував розширити безпосередньо свої володіння. Він зажадав від Константа передати йому Африку та Італію, а отримавши відмову, почав війну . Втім, не всі історики згодні з таким трактуванням. Існує думка, що говорити про персональну опіку Костянтина над неповнолітнім братом не доводиться. Старший з синів Костянтина Великого і без того мав особливі права на всій території імперії, включаючи і землі Констанція, як старший імператор. Такий висновок можна зробити, зокрема, з нумізматичних даних і з написів, які іменують цього правителя (але не його братів) «Найбільшим Августом» (Maximus Augustus) .

## Війна із Константом і смерть
У всіх джерелах в яких хоч є хоч якісь згадки про причини війни між Костянтином II і Константом, звинувачують у всьому старшого з братів, який претендував на землі молодшого. За даними Псевдо-Аврелія Віктора і Зосима, Костянтин спочатку був незадоволений тим, що Італія і Африка дісталися Константу. Зонара пише, що Костянтин вимагав територіального переділу. До 340 року Констанцій був зайнятий війною з персами на східному кордоні, так що Костянтин міг не боятися його втручання, а рух своєї армії на південь він, за словами Зонари, виправдовував необхідністю допомогти середньому братові. Візантійський хроніст Лев Граматик стверджує, ніби Костянтин і правда рухався до східного кордону, але Констанцій під впливом поганих порадників все зрозумів неправильно. В результаті стався міжусобний бій, в якому старший з братів загинув. Мабуть, Лев просто сплутав Констанція з Константом.
На початку 340 року Костянтин рушив армію через Альпи. Імовірно він спеціально вибрав момент, коли Константа не було в Італії. Відомо, що 2 лютого той перебував в Наїсі, в центральній частині Балканського півострова. Перевага була у Костянтина, тому що він спочатку контролював всі альпійські перевали. До того ж у Константа не було достатньо військ, щоб прикривати одночасно і дунайський кордон, і галльський. Старший брат розраховував, що військові чиновники в землях брата будуть масово переходити на його бік, і, можливо, так воно і було. Тоді це могло б пояснити, чому Костянтин зміг без великих боїв пройти всю Верхню Італію від Котських Альп до Аквілеї.
Повноцінне військове протистояння почалося пізніше, коли Констант надіслав до Аквілей армію. Молодший брат не очолив військо сам, так що у Костянтина залишалась моральна перевага, проте перший же бій закінчився поразкою і загибеллю останнього. За словами Євтропія, Костянтин необдумано вступив в бій з полководцями брата і в сутичці загинув. Павло Оросій пише: «він боровся безтурботно, зневажаючи небезпеки». Псевдо-Аврелій Віктор — «Костянтин по-розбійницьки, необережно і притому ганебно, в хмелю, вторгся в чужу область і був зарубаний».
Найбільш докладний опис того, що сталося, залишив Зонара. За його даними, воєначальники Константа удаваним відступом заманили противника під удар засадного загону. Велика частина війська Костянтина потрапила в оточення і була перебита, а сам брат впав з пораненого коня і помер від безлічі ран. Тіло Костянтина було кинуто в річку Альс. Ось як він про це пише: — «Необачний Костянтин II дав заманити себе в ліс, потрапив в засідку з нечисельними супутниками і був убитий, а тіло його скинуте в річку».
Костянтин II загинув 9 квітня 340 року. Відомо, що в цей день Констант прибув в Аквілею з Наїсса і дізнався про те, що трапилося. Загиблий був проголошений hostis publicis і був відданий прокляттю пам'яті. Зокрема, всі написи з його ім'ям підлягали знищенню, але відповідні розпорядження Константа не були виконані в повному обсязі.
Констант при цьому отримав у володіння 2/3 частини імперії та і всю її західну частину.